# Crescimento populacional (ecologia)
População, em Ecologia, pode ser caracterizada como um agrupamento de seres da mesma espécie, que tenham altas chances de reprodução entre si. Apesar disso, uma mesma população pode apresentar diferenças relacionadas à reprodução e modo de vida, por exemplo. Em virtude disso, encontra-se problemas ao determinar os limites de uma população de acordo com o espaço e tempo.
No que diz respeito à Ecologia de Populações, a escala, o foco de estudo e o histórico são itens de suma importância que devem ser considerados. A escala mede os números relacionados ao impacto de interações ecológicas sobre um grupo específico em uma determinada região geográfica. O foco de estudo deve abordar o crescimento, a sobrevivência e a reprodução, comparados às relações ecológicas entre um grupo estudado e outros organismos. O histórico se configura em testes feitos em campo e em laboratórios com o fim de estabelecer teorias para o que está sendo estudado. É importante também considerar o tamanho e a densidade da população estudada, que são estimados utilizando quadrantes e marcação e recaptura.

## Método de quadrante
O método de quadrante é utilizado para seres imóveis ou pequenos e lentos. Consiste na demarcação de áreas de tamanhos iguais dentro de um habitat.
Para organismos que se movimentam, por exemplo, o método melhor utilizado seria o de marcação e recaptura, que se caracteriza na captura de indivíduos e a marcação de alguma parte do corpo deles. Para estimar o tamanho de uma determinada população, pode ser utilizada a seguinte equação:
{\displaystyle N=nM/x}
Onde:
- N = população total;
- n = número total da recaptura;
- M = número de marcações na primeira captura;
- x = número de marcações na recaptura.

Indivíduos, em uma dada população, podem estar organizados uniformemente (espaçamento igual), aleatoriamente (espaçamento aleatório) ou em agrupamento (distribuição em grupos).
Um ecossistema funciona de maneira complexa, e para melhor entender este funcionamento é importante se conhecer os níveis de interação populacionais, pois dependendo do conjunto a ser analisado os níveis de organização se tornam mais complicados.
O crescimento populacional é afetado pelas taxas de natalidade e de mortalidade. Secundariamente também é afetado pela imigração e emigração.

## Densidade populacional
A densidade absoluta leva em consideração o número de indivíduos por unidade de área ou volume. Um dos métodos utilizados para fazer a estimativa da densidade absoluta é o censo. Esse método compreende a contagem de todos os indivíduos de uma população. Contudo, realizar um estudo como esse demanda tempo, mão de obra e dinheiro. Sendo assim, técnicas de amostragem podem ser utilizadas para estudar uma parte da população.
Uma das técnicas de amostragem usadas na Ecologia para estimar o tamanho de uma população é chamada de “método captura e recaptura”. Esse método envolve uma sequência de ações: captura (primeira amostragem), marcação, soltura, e recaptura (segunda amostragem). Para calcular o tamanho (N) da população utilizando esse método são usados três parâmetros:
- M = número de indivíduos marcados na primeira amostragem;
- C = número de indivíduos capturados na segunda amostragem;
- R = número de indivíduos com marcas na segunda amostragem.

Compondo a fórmula:
{\displaystyle N=(C*M)/R}
Para usar essa estimativa, leva-se em consideração que a população seja fechada, que todos os indivíduos tenham chances iguais de serem marcados na primeira amostragem, que as marcações não afetem as chances do animal ser recapturado e que ela não se perca durante os períodos amostrais.
Outro método utilizado para mensurar o tamanho da população é o quadrante, que pode ser usado para populações imóveis, ou que se movem muito lentamente. Cada quadrante marca uma área, normalmente quadrada. Após determinar os quadrantes os indivíduos são contados nos limites de cada um.  O número e tamanho dos quadrantes depende do tipo de organismos que estão sendo estudados e outros fatores, incluindo a densidade do organismo.

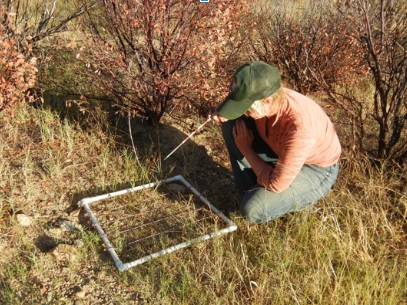
Cientista utilizando método de amostragem com a ajuda de um quadrante

## Fatores envolvidos no crescimento populacional

##### Natalidade e mortalidade
Natalidade diz respeito ao número de indivíduos que nasce em uma população em um período de tempo. Contrariamente, mortalidade é o número de indivíduos de uma população que morrem em um intervalo de tempo definido. Essas taxas devem refletir um número de indivíduos acrescido ou diminuído, por unidade de tempo, em relação ao tamanho populacional. Para expressar essas relações de forma matemática, temos:
Natalidade (b) =  Nº de indivíduos nascidos(t1)/ Nº total de indivíduos(t0)
Mortalidade (d) =  Nº de  indivíduos mortos (t1)/ Nº total de indivíduos(t0)
Desta forma, o crescimento populacional está ligado ao balanço entre a natalidade e a mortalidade em dada população.

##### Imigração e emigração
Uma população pode crescer ou diminuir à medida que indivíduos chegam (imigração) ou abandonam uma população (emigração).
Taxas de natalidade e imigração podem ser considerados como acréscimos na população, enquanto  taxas de mortalidade e emigração podem ser considerados decréscimos na população.

## Estrutura etária e ciclo de vida
Ao estudar a estrutura etária de uma população deve-se considerar que ela pode ser dividida em três períodos ecológicos: pré-reprodutivo, reprodutivo e pós-reprodutivo.
Alguns indivíduos possuem várias ou muitas gerações no período de um ano (espécies anuais) enquanto outros têm um ciclo de vida que ultrapassa vários anos (perenes).
As maneiras como taxas de mortalidade atuam em uma população podem ser descritas usando tabelas de vida. A partir de tabelas de vida pode-se calcular probabilidades de sobrevivência numa determinada idade, por exemplo. Antes de iniciar a reprodução existe um período de crescimento que diminui a intensidade quando maturidade reprodutiva é atingida.
Espécies iteróparas são aquelas que se reproduzem repetidamente, destinando alguns dos seus recursos para a sobrevivência para episódios reprodutivos futuros. Já as espécies semélparas apresentam apenas um episódio reprodutivo em sua vida e não armazenam recursos para episódios reprodutivos futuros, uma vez que a reprodução é seguida de morte.

##### Tabela de vida de coorte fixa
Uma coorte compreende todos os indivíduos de uma população que nascem em um determinado período. A coorte pode ser utilizada para acompanhar o destino (taxa de sobrevivência) de uma população, até a morte do último indivíduo.
Tabelas de vida de coorte para indivíduos anuais são mais fáceis de serem construídas, pois não há sobreposição de gerações.
Há a possibilidade de dividir o ciclo de vida de uma espécie em número de classes de idade, estágio de vida (insetos com ovos, larvas, pupas, etc.) ou em tamanho. A vantagem de se utilizar a classe de idade é que isto possibilita o registro em detalhes dos padrões de natalidade e mortalidade de determinada população. Como desvantagem temos que o estágio de um indivíduo nem sempre reflete a melhor medida biológica. Um exemplo desta situação é no caso de que em algumas plantas de ciclo de vida mais longo, indivíduos da mesma idade podem estar reprodutivamente ativos enquanto outros não estão se reproduzindo.
No caso de um estudo em que aconteça sobreposição de gerações, os indivíduos podem ser marcados no início da sua vida, de maneira que possam ser identificados ao longo de sua vida. Dessa forma, é possível combinar as coortes de diferentes anos.

##### Curva de sobrevivência

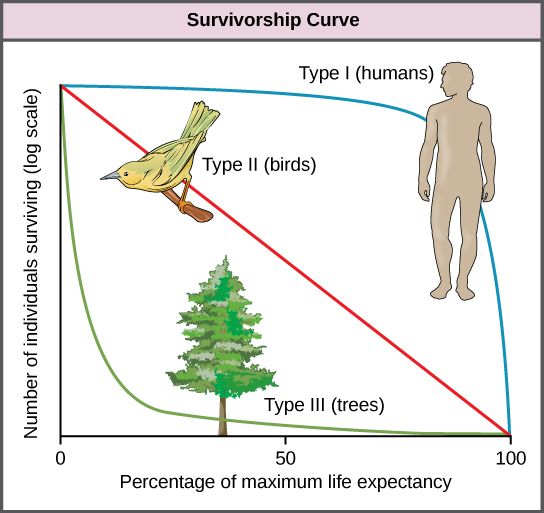
Curva de sobrevivência

As curvas de sobrevivência permitem que a história de vida de diferentes populações possam ser analisadas. Elas podem ser classificadas em três tipos:
1. Tipo l: a mortalidade está concentrada no final do período máximo de vida de um organismo. Este é o caso dos seres humanos e a maioria dos primatas. Estes deixam menos descendentes porém fornecem mais cuidado parental para garantia da sobrevivência.[2][3][4][5]
2. Tipo ll: é representada por uma linha reta que representa uma taxa de mortalidade constante do nascimento até a idade máxima. Organismos com esse tipo de curva têm proles pequenas e fornecem cuidado parental significativo. Neste tipo de curva estão inclusas as aves.[2][3][4][5]
3. Tipo lll: a taxa de mortalidade é grande no período inicial mas é possível observar uma alta taxa de sobrevivência posterior. Neste caso, os organismos possuem uma prole muito grande porém não oferecem cuidado parental. Como exemplos temos as árvores, invertebrados marinhos e maioria dos peixes.[2][3][4][5]

##### Dispersão e migração
O termo dispersão descreve a maneira como os indivíduos se afastam uns dos outros. Estes movimentos podem agregar indivíduos em uma população ou diluir a sua densidade. Três padrões espaciais resultam deste movimento: uniforme, aleatório e agregado.
Na dispersão uniforme os indivíduos estão distribuídos uniformemente. Como exemplo temos as plantas que secretam toxinas que inibem o crescimento de outras, fenômeno conhecido como alelopatia, e animais territorialistas.
A dispersão aleatória compreende indivíduos que não tem um padrão de dispersão previsível. Um exemplo desse tipo de dispersão são as plantas que têm suas sementes dispersas pelo vento.
Ademais, a dispersão agregada inclui indivíduos que vivem em grupos. Neste padrão encontramos plantas que dispersam suas sementes diretamente no solo, cardumes de peixes e manadas de elefantes.
A migração normalmente ocorre quase sempre de regiões com baixa quantidade de recursos para áreas onde estes são mais abundantes, ou que serão abundantes para a prole. Esse movimento normalmente acontece entre longas distâncias e normalmente é observada em aves, baleias, peixes e insetos. A migração também pode ocorrer devido a mudanças no ambiente em que a espécie vive.
No que diz respeito à migração animal, há três tipos:
- movimento sazonal que corresponde, por exemplo, a migração de aves;

- movimento ocasional como o percurso feito para busca de comida;
- movimento definitivo que é caracterizado por migração ou nomadismo.

## Cálculo do crescimento populacional
Fator de crescimento populacional (r) significa o quão rápido a população muda ao longo do tempo. Ter um crescimento populacional positivo significa que a população está crescendo, enquanto que o negativo significa que esta população está decrescendo. Os dois fatores principais que afetam o crescimento populacional são: taxa de natalidade (b) e taxa de mortalidade (d). Indivíduos que entram na população, ou seja, que migram (i) para ela e indivíduos que saem da população, ou seja, aqueles que emigram (e) dela e vão para outra área, também influenciam o crescimento populacional. A fórmula para o cálculo do crescimento populacional leva todos estes fatores em consideração.
{\displaystyle r=(b+i)-(d+e)}
Onde:
- r = taxa de crescimento populacional;
- b = taxa de natalidade;
- i = taxa de imigração;
- d = taxa de mortalidade;
- e = taxa de emigração.

##### Estimadores populacionais
Uma população pode ter o seu tamanho estimado por meio de cálculos que utilizam estimadores. Para populações fechadas, ou seja, em que não há mortes, nascimentos, migrações e emigrações; um estimador amplamente utilizado é o de Lincoln-Petersen:
{\displaystyle {\hat {N}}=n_{1}*n_{2}/m_{2}}
Onde:
- n1 = número de indivíduos marcados e soltos no tempo 1;
- n2 = número de indivíduos observados no tempo 2;
- m2 = números de indivíduos marcados no tempo 2.

Esta fórmula é utilizada da seguinte maneira: Em uma população de tamanho N, uma amostra n1 de indivíduos é capturada, marcada e solta no tempo 1. Em um momento posterior (tempo 2), uma segunda amostra de tamanho n2 é capturada e é verificado que m2 foram recapturados, ou seja, estavam marcados no tempo 1 e foram novamente capturados no tempo 2.  

##### Modelo de crescimento populacional
O valor representado pela diferença entre as taxas de natalidade (b) e mortalidade (d) logo acima equivale ao parâmetro de crescimento instantâneo (taxa de crescimento instantâneo). Caso a população esteja aumentando, r será maior que 0 (r>0). Caso contrário, seu valor pode mostrar que a população permanece constante (r=0) ou está decrescendo (r<0). Isso nos fornece dados apenas sobre se a população permanece constante ou apresenta aumento ou diminuição. Entretanto, se ela for integrada, poderá nos fornecer dados para modelar o tamanho da população. Desta forma, a equação resultado se dá por:
{\displaystyle N_{t}=N_{0}e^{rt}}
Neste caso, e assume um valor constante, equivalente a ≈2,718.

## Capacidade de suporte
Em ambientes naturais, quando uma determinada população se encontra em áreas sem a ocorrência de competição e onde os recursos são abundantes, espera-se o crescimento rápido da população. Entretanto, existem uma série de fatores que exercem pressão na taxa de crescimento, levando à redução da mesma até que se atinja um ponto de equilíbrio onde o número de indivíduos tenha pouca variação ao longo do tempo. Quando encontra-se tal estabilização, diz-se que a população atingiu a capacidade de suporte.
K = Capacidade de suporte de uma determinada área ou habitat.
“A capacidade de suporte (K) é descrita como o número de indivíduos que um local consegue tolerar de acordo com seus requerimentos em espaço e quantidade de alimento”.
Em (K), a taxa de natalidade e a de mortalidade são bastante similares, com isso ocorre um crescimento líquido próximo de zero ao longo do tempo.
Além do próprio ambiente, vários outros fatores exercem influência no controle de populações, agindo isoladamente ou de forma conjunta e resultando na redução na densidade de organismos.

## Relações ecológicas que influenciam o crescimento populacional
A competição por recursos evidencia, de forma clara, a redução da população de determinada espécie ou de espécies, bem como a dominância de uma espécie quando um recurso limitante está em jogo.

### Predação

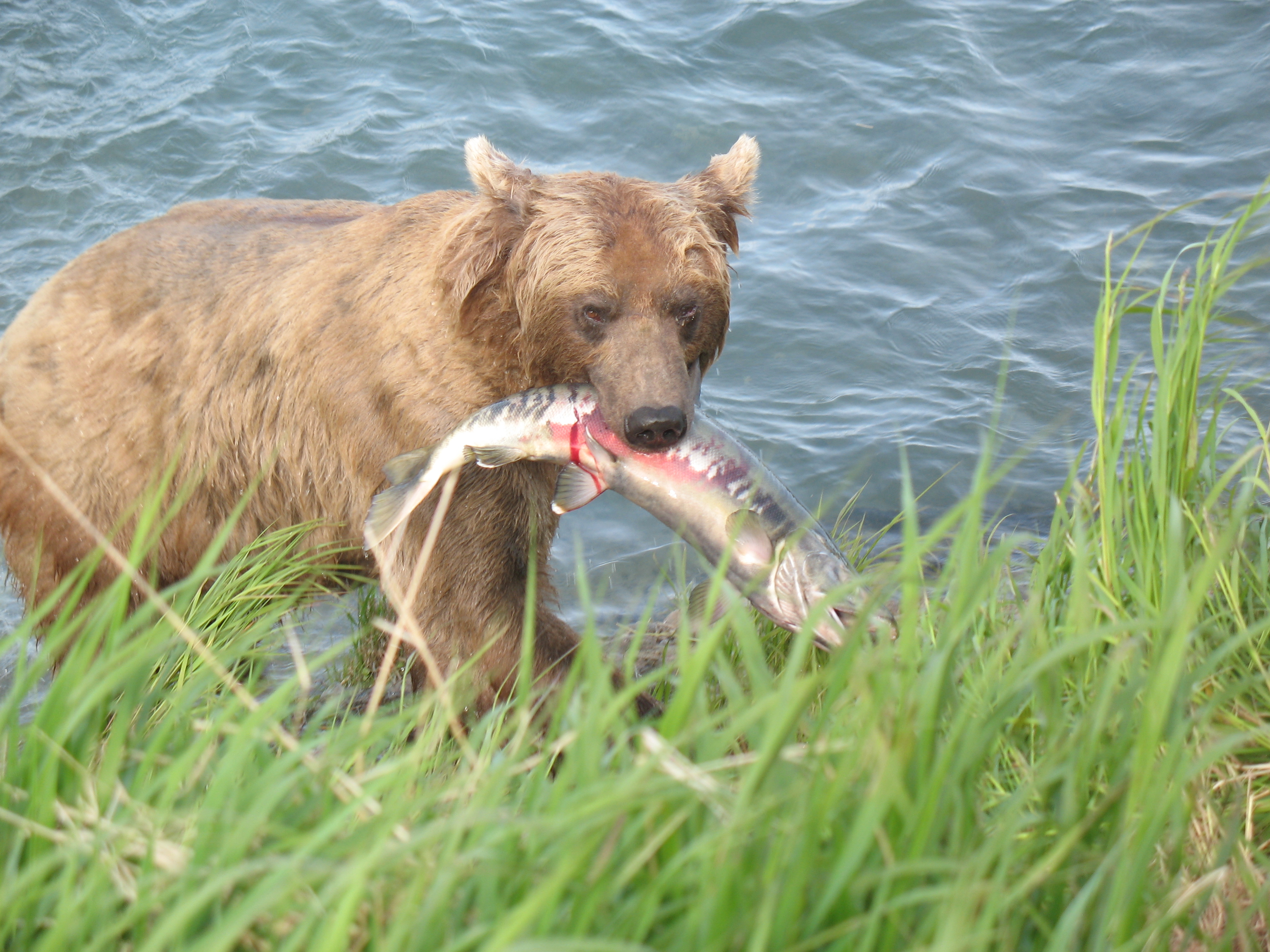
Exemplo de predação

A predação é uma grande força que molda a estrutura de comunidades, reduzindo a população dos organismos predados (presas) e afetando diretamente a diversidade e composição das espécies de uma determinada região. Mais informações podem ser obtidas aqui, em página dedicada da Nature (página em inglês). Caracterizada por indivíduos de uma população utilizam-se de outra como recurso, consumindo-os parcial ou totalmente. Em ambas as situações uma população se beneficia em detrimento da outra levando a morte ou a vários outros prejuízos. Temos como exemplo carnivoria, parasitóides, canibalismo, parasitismo, cleptoparasita e herbivoria.
A predação é exercida por consumidores secundários, terciários ou de topo de cadeia e controla o crescimento das populações predadas.
Um estudo com ratos de tundra observou que as flutuações na densidade populacional que ao longo do tempo eram totalmente dependentes da pressão de predação exercida por corujas e raposas-da-neve. Quando a população de ratos crescia, a taxa de predação aumentava, limitando o crescimento descontrolado dos roedores. Isso causava um aumento na população de furões, que são os principais competidores dos ratos. Com a redução da população de ratos, os predadores passavam a caçar preferencialmente furões, removendo a pressão de predação sobre a população de ratos que rapidamente voltava a crescer.
Predação e parasitismo como fator seletivo ("guerra armamentista") – As presas e hospedeiros podem vir a apresentar adaptações que dificultam a ação dos predadores/parasitas que precisam sobrepujar tais mudanças para obter o recurso. Essa pressão tende a forçar o aparecimento de novas adaptações nos predadores para impulsionar a capacidade de predação criando assim um ciclo caracterizado pelo aparecimento contínuo de novas características em ambas as partes ao longo do tempo.
Uma tabela com adaptações de presas e hospedeiros pode ser encontrada abaixo:
| Morfológicas          | Comportamentais        | Fisiológicas                                           |
| --------------------- | ---------------------- | ------------------------------------------------------ |
|                       |                        |                                                        |
| Defesas mecânicas     | Agressividade          | Defesas químicas                                       |
| Coloração aposemática | Postura de intimidação | Produção aumentada de frutos e sementes em alguns anos |
| Camuflagem/mimetismo  | Fingir morte           | Sistema imunológico                                    |
| Polimorfismo          | Período de atividade   | -                                                      |
| -                     | Limpeza corpórea       | -                                                      |

##### Parasitismo

Tetragnatha montana parasitada por Acrodactyla quadrisculpta

Envolve adaptações específicas em relação ao hospedeiro. Tais como reconhecimento, fixação, resistência a defesas, transmissão de um indivíduo para outro. Para mais informações, clique aqui.

##### Adensamento
Um outro fator que limita o crescimento populacional é o adensamento. De modo geral quando há uma grande quantidade de indivíduos ocupando a mesma área ao mesmo tempo ocorre uma redução na disponibilidade de recursos para toda a população, essa falta de recursos aumenta a taxa de mortalidade e também reduz o sucesso reprodutivo levando a um consequente declínio da população.
Isto foi observado em populações de esquilos-vermelhos na Europa. Nesta espécie, a fêmea é muito territorial, ocupando e defendendo a área adjacente onde ela estabelece seu ninho. Em altas densidades, fêmeas mais fracas ou menores são expulsas para regiões marginais da floresta em que os habitats são sub ótimos (possuem menos recursos alimentares e constituem abrigos menos seguros contra predação). Estas fêmeas têm baixo sucesso reprodutivo, o que causa uma diminuição na população na geração seguinte. Quando não ocorre adensamento, praticamente todas as fêmeas conseguem ocupar locais com alta qualidade de recursos.
Semelhante ao adensamento, porém envolvendo diferentes populações ( relação interespecífica) existe o princípio da exclusão competitiva. Nesse caso, as espécies que utilizam os mesmos recursos de forma semelhante, havendo assim uma grande sobreposição de nichos, não podem coexistir em uma mesma área no mesmo momento. A espécie que utiliza o recurso de forma mais eficiente prejudica a obtenção dos recursos da outra espécie levando a exclusão desta ou diminuição da população afetada.

##### Mutualismo

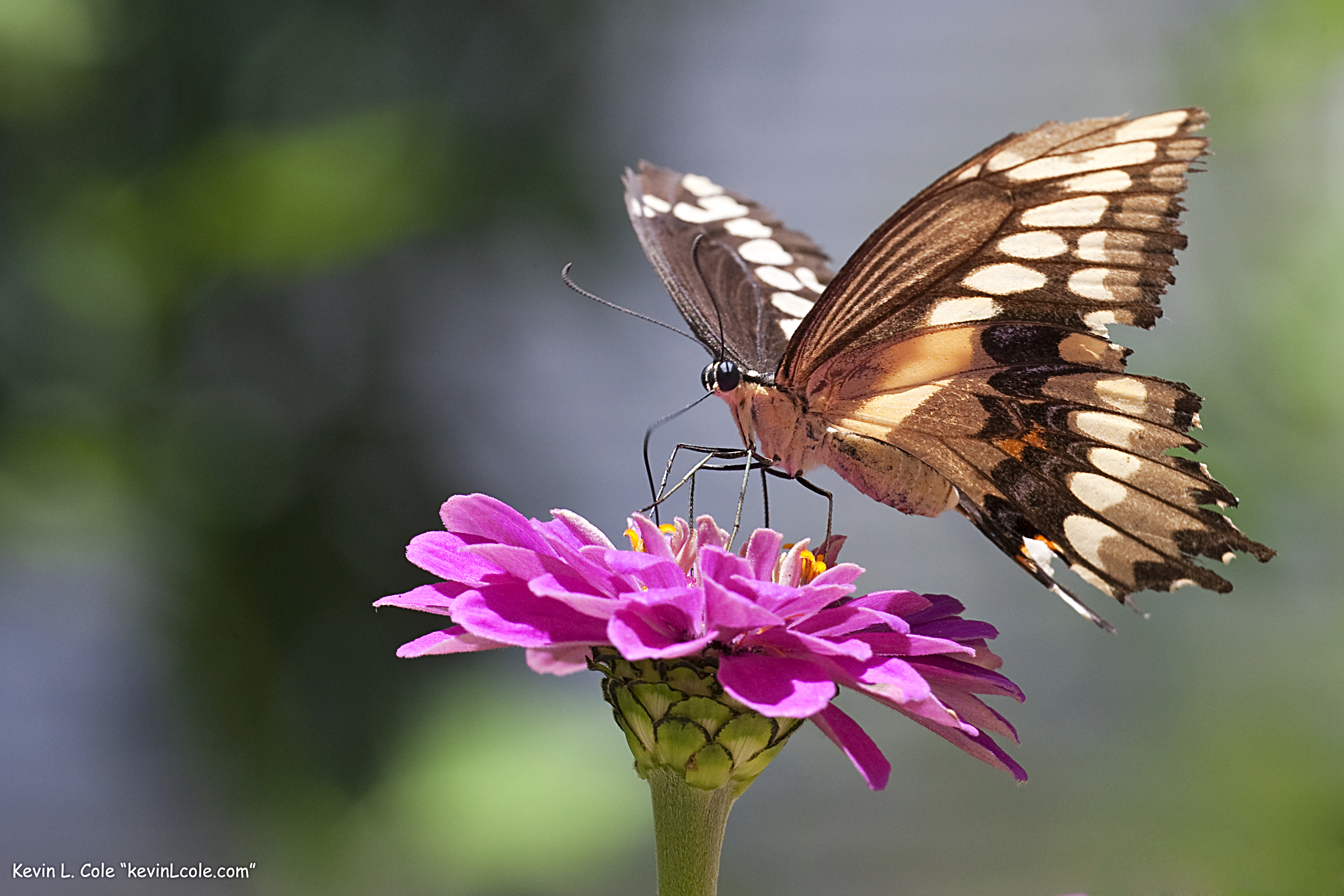
Borboleta polinizando uma bela flor

Darwin, já em 1862, trazia a ideia de que os processos de competição envolvidos na seleção natural também dirigiam à evolução de comportamentos mutualísticos entre diversas espécies e comunidades. Esse tipo de relação ecológica pode ser observada em ambientes onde a disponibilidade de recursos é um fator limitante e/ou a pressão de predadores é grande.
Na natureza, diversas espécies e grupos competem de forma mais eficiente por recursos quando cooperam em relação a indivíduos da mesma espécie que não apresentam este comportamento.
Casos em que ambas as espécies envolvidas são beneficiadas. A protocooperação é facultativa, não havendo prejuízo populacional na ausência de interação. Já o mutualismo é obrigatório, significando que a ausência de uma das populações dificulta, ou mesmo impossibilita a existência da outra.

##### Comensalismo
Caso em que apenas uma das populações é favorecida pela interação, enquanto a outra não sofre alterações. No comensalismo a espécie comensal associa-se de forma bastante próxima ao hospedeiro, como por exemplo:
- Sobre a superfície: rêmora, cracas, epífitas;
- Em cavidades (internas/externas): tubos digestivos, cavidades respiratórias, troncos de árvores ocas;
- Em tocas, ninhos, galerias ou tubos de outras espécies.[13]

Entretanto dependendo da quantidade de comensais, a associação pode causar alterações na população do hospedeiro.

## Influências externas
Vale ressaltar que os estresses ambientais contam como um conjunto de fatores limitantes do crescimento populacional. Distúrbios naturais ou antropogênicos podem aumentar a mortalidade de indivíduos. Alterações na temperatura, ciclo de chuvas e quantidade de nutrientes também exercem pressões nas populações.